# Dead or Alive Paradise
Dead or Alive Paradise (デッド オア アライブ パラダイス?, Deddo oa Araibu Paradaisu, anche DOAP) è un videogioco sviluppato da Project Venus e pubblicato da Koei Tecmo Games per la PlayStation Portable come parte della serie Dead or Alive. Il gioco è uno spin-off similmente a Dead or Alive Xtreme 2 per la Xbox 360. Il titolo si riferisce alle attività presenti nel gioco, ovvero a semplici mini-giochi e a brevi momenti in cui bisogna relazionarsi con le altre ragazze dell'isola. È il primo titolo della serie ad essere uscito per PlayStation Portable.

## Trama
Il giocatore dovrà partecipare ad una rilassante vacanza di due settimane in compagnia di splendide fanciulle in bikini e su una tranquilla isola tropicale. Anche una new entry verrà a far parte di questa eccitante vacanza: Rio, la croupier di blackjack ma lei stessa dichiara di non voler passare tutta l'estate con le mani in mano.

## Personaggi
Il gioco presenta tutte le eroine della serie Dead or Alive in versione "estiva":
- Ayane
- Christie
- Helena
- Hitomi
- Kasumi
- Kokoro
- Leifang
- Lisa
- Tina
- Rio (guest character da Rakushō! Pachi-Slot sengen, sbloccabile)

## Modalità di gioco
Il gioco presenta diversi mini-giochi, in modo simile a Dead or Alive Xtreme 2. I mini-giochi includono il beach volley, mini-giochi in piscina, e, nel casinò, partite a poker, blackjack e alle slot machine. Il secondo aspetto del gioco è di dover interagire con le altre ragazze, parlando o facendo loro dei regali, inclusi dei bikini. Si può inoltre comprare una macchina fotografica dal negozio dell'isola e scattare fotografie alle ragazze per poi rivederle nell'album fotografico. Sono inoltre presenti dei brevi filmati, chiamati "venus clip" (filmati esotici), particolarmente "piccanti" che possono essere visti e modificati dal giocatore stesso.
Le novità introdotte in questo nuovo spin-off sono:
- La possibilità di giocare a Blackjack faccia a faccia con Rio (la dealer) cioè la datrice (colei che dà le carte).Escludendo altre ragazze dalla partita ma sta a noi decidere se escluderle.
- La slot machine di Rio, la new entry.
- Diversi comandi per il pool hopping (salti in piscina). Non più a colori ma (ovviamente) a tasti.
- Sono disponibili tutti i costumi da scambiare anche di Rio.
- Non è possibile sbloccare dei biglietti per i minigiochi dallo Zack Of All Trades (mercatino dell'usato in riva al mare) ma essi si dovranno sbloccare dopo un certo numero di venus clip (scene di venere).
- È possibile creare un "film paradisiaco" dopo aver ripreso la nostra ragazza nei suoi aspetti più provocanti.

## Sviluppo
Un membro del precedente team di sviluppo Team Ninja, Tomonobu Itagaki aveva espresso interesse per portare la serie Dead or Alive Xtreme su console portatili come il Nintendo DS o la PlayStation Portable nel 2004. Il gioco è stato inizialmente rivelato in una rivista videoludica giapponese, Famitsū, nel dicembre 2009. Un'uscita statunitense venne annunciata nel gennaio 2010.
Uno dei personaggi, Rio Rollins Tachibana, è la mascotte della serie di videogiochi di simulazione di pachinko Rakushō! Pachi-Slot sengen, sempre della Tecmo.